# Duryea (Pennsilvània)
Duryea és una població dels Estats Units a l'estat de Pennsilvània. Segons el cens del 2000 tenia 4.634 habitants.

## Demografia
Segons el cens del 2000, Duryea tenia 4.634 habitants, 1.984 habitatges, i 1.297 famílies. La densitat de població era de 324,7 habitants per quilòmetre quadrat.
Dels 1.984 habitatges en un 24% hi vivien nens de menys de 18 anys, en un 49% hi vivien parelles casades, en un 12,1% dones solteres, i en un 34,6% no eren unitats familiars. En el 32% dels habitatges hi vivien persones soles el 17,6% de les quals corresponia a persones de 65 anys o més que vivien soles. El nombre mitjà de persones vivint en cada habitatge era de 2,32 i el nombre mitjà de persones que vivien en cada família era de 2,94.
Per edats la població es repartia de la següent manera: un 19,1% tenia menys de 18 anys, un 6,5% entre 18 i 24, un 27,2% entre 25 i 44, un 26,5% de 45 a 60 i un 20,6% 65 anys o més.
L'edat mediana era de 43 anys. Per cada 100 dones de 18 o més anys hi havia 86,4 homes.
La renda mediana per habitatge era de 32.207 $ i la renda mediana per família de 41.775 $. Els homes tenien una renda mediana de 32.715 $ mentre que les dones 25.786 $. La renda per capita de la població era de 17.598 $. Entorn del 6,3% de les famílies i el 8,1% de la població estaven per davall del llindar de pobresa.

## Poblacions més properes
El següent diagrama mostra les poblacions més properes.